# Obolenski (Adelsgeschlecht)

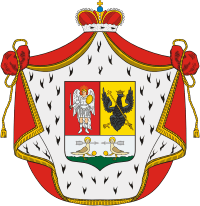
Wappen der Fürsten Obolenski

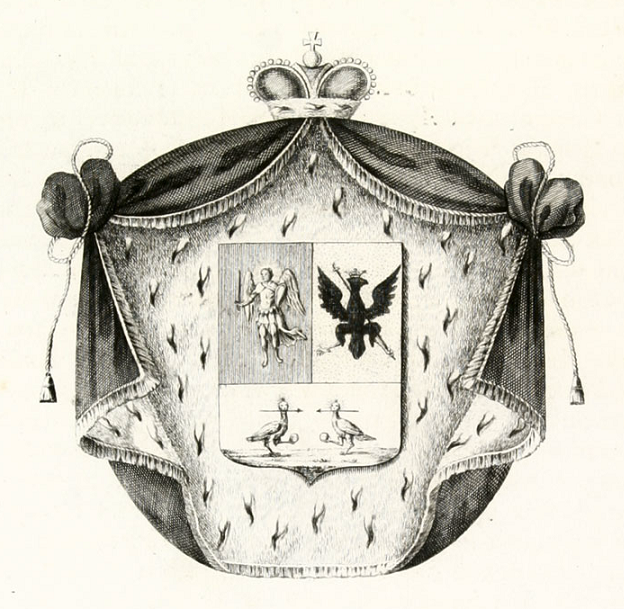
Wappen derer Obolenski - Repnin

Obolenski (russisch Оболенский, auch Obolensky, weibliche Form Obolenskaja) ist ein russisches Fürstengeschlecht der Rurikiden-Dynastie, das dem Hochadel angehört.

## Geschichte
Das Haus führt seine Abstammung auf Juri, den fünften Sohn des Michael von Tschernigow, Herrscher im Fürstentum Tschernigow, zurück. Seine Nachfahren regierten das um 1270 von Juri gegründete Fürstentum Obolensk (heute Obolenskoe östlich von Obninsk) und verblieben nach der Unterstellung unter das Großfürstentum Moskau ab 1494 dort als Gouverneure. Ein jüngerer Zweig des Geschlechts sind die Fürsten Dolgorukow, ein weiterer die Fürsten Repnin.
Viele der uradeligen russischen Aristokraten verließen das Kaiserreich nach der Revolution 1917. Es besteht ein Familienverband, welcher alljährlich am letzten Wochenende im Februar Familientag in Paris abhält.

## Wappen der Fürsten Obolenski-Repnin
Das Obolenskische Wappen enthält die Wappen Kiews und Tschernigows.
Blasonierung: Über silbernem Schildfuß, darin auf grünem Boden zwei zugewandte vorw. seh. nat. gelbliche Hennen mit bronzenen Flügeln, im Schnabel je einen einw. gek. eisernen Pfeil, in der erhobenen inneren Klaue je eine goldene Kugel haltend. In der Rechten der Heilige Michael mit goldenem Nimbus, Schild und Flammenschwert in silberner römischer Rüstung und Mantel (Kiew), links in Gold ein gekrönter linkssehender schwarzer Adler, ein goldenes Kreuz schrägrechts über seinen Leib haltend (Tschernigow); Fürstenhut und -mantel.

## Träger des Namens
Obolenski ist der Familienname folgender Personen:
- Alexander Petrowitsch Obolenski (1780–1855), russ. Offizier und Politiker
- Nikolai Petrowitsch Obolenski (1790–1847), russ. Offizier und Träger des Ordens Pour le Mérite
- Jewgeni Petrowitsch Obolenski (1796–1865), russ. Offizier und Dekabrist
- Alexej Wassilewitsch Obolenski (1819–1884), Senator, General der Artillerie
- Alexis Obolensky (1914–1986), Vater des modernen Backgammon, organisierte das erste große Turnier auf den Bahamas 1964 und in Monte Carlo 1973
- Nikolai Nikolajewitsch Obolenski (1833–1898), Kaiserlich russischer Generalleutnant und Kommandeur des Gardekorps
- Nikolai Leonidowitsch Obolenski (1878–1960), Kaiserlich russischer Wirklicher Staatsrat und Gouverneur von Kursk, Charkow und Jaroslawl
- Iwan Michailowitsch Obolenski († 1523), Spitzname Repnya, Ursprung der Familie Repnin
- Iwan Michailowitsch Obolenski (1853–1910), Politiker und Generalgouverneur Finnlands
- Walerian Walerianowitsch Obolenski (1887–1938), russischer Revolutionär und sowjetischer Wirtschaftsführer
- Wassili Petrowitsch Obolenski (1780–1834), Kaiserlich-Russischer Generalmajor, Träger des Ordens Pour le Mérite
- Alexandra Alexejewna Obolenskaja (1831–1890), russische Verfechterin der Frauenbildung in Russland, Schulgründerin und Mäzenin
- Wera Apollonowna Obolenskaja (1911–1944), russische Widerstandskämpferin der Résistance
- Leonid Leonidowitsch Obolenski (1873–1930), sowjetischer Diplomat
- Leonid Obolenski (1902–1991), sowjetischer Schauspieler, Kameramann und Filmregisseur
- Alexander Sergejewitsch Obolenski (1916–1940), russisch-britischer Rugbyspieler und Kampfpilot